# Johann Kalkberner
Johann Kalkberner (auch: Kalckberner, in späteren Generationen eher Kalkbrenner oder Kalckbrenner; * um 1560 in Jülich; † um 1616 ebenda) war ein deutscher Goldschmied und Bürgermeister der Reichsstadt Aachen.

## Leben und Wirken
Johann Kalkberner wuchs in einer Familie auf, deren Namen anfangs als Kalkberner und in späteren Generationen eher als Kalkbrenner überliefert ist. Er war der Sohn des Krämers Jakob Kalkberner und der Helene Craschel, Schwester des aus Aachen stammenden Kölner Weihbischofs Theobald Craschel. Johann Kalkberner absolvierte eine Ausbildung zum Goldschmied und wurde in Aachen ein erfolgreicher und vermögender Handwerker. Nachdem bereits sein Vater zum lutherischen Glauben übergetreten war, setzte er sich maßgeblich für die Interessen der lutherischen Gemeinde Aachens ein und wurde 1591 deren Ältester und Sprecher.
Es war die Zeit, als die Aachener Religionsunruhen auf ihren Höhepunkt zusteuerten und im Rahmen dessen 1598 eine bereits 1593 beschlossene Reichsacht vollstreckt wurde, bei der die evangelischen Bürger von jedem Mitspracherecht ausgeschlossen und alle ihre Predigthäuser und Schulen geschlossen sowie viele führende Protestanten und Amtsträger aus der Stadt verbannt wurden. Daraufhin erhob sich Kalkberner zum Wortführer der in Aachen verbliebenen Protestanten und versuchte, diese wieder neu zu organisieren, wofür er immer wieder mit kurzzeitigem Gefängnisaufenthalten und Sachwertstrafen belangt wurde. Er erhielt dabei Unterstützung von den evangelischen Landesständen in den benachbarten Vereinigten Herzogtümern Jülich-Kleve-Berg, wo auch viele Aachener Protestanten ihr Exil erhalten hatten. 
Nachdem im Jahr 1611 der aktuelle katholische Stadtrat einige evangelische Bürger, die im Umland protestantische Gottesdienste besucht hatten, festnehmen ließ und ihnen das Bürgerrecht entziehen wollte, kam es am 5. Juli 1611 zum Sturm der Protestanten auf das Aachener Rathaus und das Aachener Jesuitenkolleg. Die Protestanten übernahmen einen Großteil der Ratssitze und Kalkberner wurde bei der folgenden offiziellen Bürgermeisterwahl im Mai 1612 zusammen mit dem Calvinisten Adam Schanternel zum neuen Bürgermeister der Stadt Aachen gewählt. Dies war außerdem einer der seltenen Fälle seit Einführung des Aachener Gaffelbriefs, dass zwei Bürgermeister aus den Reihen der Zünfte gestellt wurden und nicht wie üblich je einer aus der Reihe der Zünfte und der Schöffen. Zugleich übernahm Kalkberner anstelle des dafür vorgesehenen und unerwartet verstorbenen Ludolf von Linzenich in Personalunion das Amt des Meiers von Burtscheid. Wenige Wochen später führte er die Delegation an, die dem neuen Kaiser Matthias anlässlich dessen Krönung am 16. Juni in Frankfurt am Main die Reichsinsignien überreichen sollte. Der kaiserliche Hof untersagte den Delegierten allerdings die Teilnahme, da die Rechtmäßigkeit der Amtsträger nicht geklärt sei, und die Übergabe wurde durch das Stiftskapitel vorgenommen.
Nach der Krönung schickte der Kaiser auf Drängen des abgestandenen (vormaligen) Bürgermeisters Joachim Berchem eine Kommission nach Aachen, die zwischen den verfeindeten religiösen Gruppen vermitteln sollte. Die Verhandlungen zogen sich vorerst ergebnislos hin und bei der nächsten turnusmäßigen Bürgermeisterwahl im Mai 1613 wurden von katholischer Seite zwar Joachim Berchem und Christian Meess gewählt, doch der mittlerweile evangelisch dominierte Rat setzte sich durch und ernannte mit Lambert und Jodokus von Beeck erneut zwei protestantische Zunftmitglieder zum Bürgermeister, denen ein Jahr später wiederum Kalkberner und Schanternel folgten. Da die noch immer laufenden Verhandlungen mit der kaiserlichen Kommission weiterhin keine nennenswerten Ergebnisse brachten und zudem die Lage für die Katholiken durch wirtschaftliche und soziale Benachteiligungen immer schwieriger wurde, verhängte schließlich im August 1614 Kaiser Matthias erneut die Reichsacht über Aachen. Mit Hilfe einer 16.000 Mann starken spanischen Armee aus den Niederlanden unter dem Kommando des Marquis Ambrosio Spinola wurden die reichsstädtischen Verhältnisse von 1598 wieder eingesetzt und der mehrheitlich evangelisch besetzte Stadtrat abgesetzt. Kalkberner wurde ebenso wie Schanternel des Bürgermeisteramtes enthoben und die abgestandenen Bürgermeister Berchem und Meess wieder in das Amt berufen.
Das Verhalten der Protestanten zog nunmehr ein gerichtliches Nachspiel mit sich und es wurden harte Urteile gegen sie gefällt, unter anderem zwei Bürger zum Tode verurteilt und 77 Familien verbannt, darunter die gesamte Familie Kalkberner. Johann Kalkberner selbst konnte sich einer Strafverfolgung durch seine Flucht in die Jülicher Lande entziehen, wo er spätestens im Jahr 1616 als verstorben gemeldet wurde.

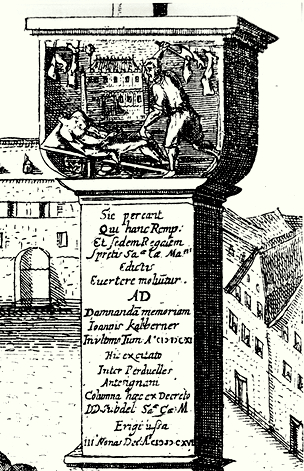
Ehemalige Schandsäule auf dem Marktplatz

Als Mahnung für die Bevölkerung wurde 1616 für Johann Kalkberner, den Anführer des protestantischen Aufstandes, seitens der Stadt Aachen auf dem Marktplatz eine „Schandsäule“ errichtet, die erst 1793 von den Franzosen entfernt wurde. Sie trug die Inschrift: 

„Sic pereant / Qui hanc Rempublicam / Et Sedem Regalem / Spretis Sacrae Caesareae Maiestatis / edictis / Evertere moliuntur
Ad / damnandam memoriam / Ioannis Kalckberner / In ultimo tumultu Anno MDCXI / Hic excitato / Inter perduelles / Antesignani / Columna haec ex decreto / D(ominorum) Subdelegatorum Sac(rae) Caes(areae) Maiest(atis) / Erigi iussa / III. Nonas Decembris anno MDCXVI
Übersetzung: So kommen diejenigen um, die es anstreben, dieses Gemeinwesen und diesen königlichen Sitz umzustürzen, indem sie die Verordnungen der Heiligen Kaiserlichen Majestät verachtet haben. Zur verdammenswerten Erinnerung an Johann Kalckberner, den Anführer im letzten Tumult, der hier im Jahre 1611 zwischen den Feinden heraufbeschworen worden war, wurde angeordnet, diese Säule gemäß dem Erlass der Herren Abgesandten der Heiligen Kaiserlichen Majestät zu errichten am 3. Tag vor den Nonen des Dezembers 1616.“

Johann Kalkbrenner war zunächst verheiratet mit Apollonia von Beeck (1555–1610), die ihm sechs Kinder gebar, darunter den späteren Goldschmied Jakob Kalkbrenner (1575–1631), in dessen Haus in der Aachener Trichtergasse heimlich Predigten abgehalten wurden. Dessen Sohn Adam Kalkbrenner (1608–1685) wurde später in Norrköping ein erfolgreicher Messinghändler und Adams Halbbruder Peter Kalkbrenner (* 1629) Goldschmied in Amsterdam, der 1698 das Taufbecken in der evangelisch-lutherischen Kirche De Kopermolen zu Vaals stiftete. Nach dem Tod seiner ersten Frau heiratete Johann Kalkberner eine nicht namentlich überlieferte Dame, mit der er zwei weitere Kinder bekam, und vermählte sich anschließend noch mit Adelheid Düppengießer.